# Campobello di Licata
Campobello di Licata is een gemeente in de Italiaanse provincie Agrigento (regio Sicilië) en telt 10.647 inwoners (31-12-2004). De oppervlakte bedraagt 80,9 km², de bevolkingsdichtheid is 132 inwoners per km².

## Demografie
Campobello di Licata telt ongeveer 4004 huishoudens. Het aantal inwoners daalde in de periode 1991-2001 met 9,8% volgens cijfers uit de tienjaarlijkse volkstellingen van ISTAT.
| Jaar | Inwoneraantal |
| ---- | ------------- |
| 1991 | 12.275        |
| 2001 | 11.075        |

## Geografie
De gemeente ligt op ongeveer 316 m boven zeeniveau.
Campobello di Licata grenst aan de volgende gemeenten: Licata, Naro, Ravanusa.

## Operatie Saraceno
Op 22 juni 2006 werd de communistische burgemeester van Campobello, Calogero Guelli gearresteerd wegens vermeende banden met de maffia. Zijn zoon Vladimiro, ook gezocht door de autoriteiten, is nog voortvluchtig.

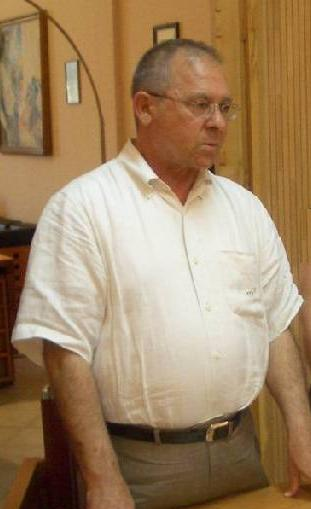
Calogero Guelli

Agrigento · Alessandria della Rocca · Aragona · Bivona · Burgio · Calamonaci · Caltabellotta · Camastra · Cammarata · Campobello di Licata · Canicattì · Casteltermini · Castrofilippo · Cattolica Eraclea · Cianciana · Comitini · Favara · Grotte · Joppolo Giancaxio · Lampedusa e Linosa · Licata · Lucca Sicula · Menfi · Montallegro · Montevago · Naro · Palma di Montechiaro · Porto Empedocle · Racalmuto · Raffadali · Ravanusa · Realmonte · Ribera · Sambuca di Sicilia · San Biagio Platani · San Giovanni Gemini · Sant'Angelo Muxaro · Santa Elisabetta · Santa Margherita di Belice · Santo Stefano Quisquina · Sciacca · Siculiana · Villafranca Sicula
1. ↑  https://demo.istat.it/?l=it.